# Флаг Орегона
Флаг Орегона (англ. Flag of Oregon) — один из официальных символов американского штата Орегон. Флаг Орегона был официально принят 26 февраля 1925 года.

## Описание
Флаг выполнен в тёмно-синем и золотом цветах, являющихся официальными цветами штата. Флаг Орегона является двусторонним. На передней стороне на тёмно-синем фоне в золотом цвете размещены элементы: щит герба с печати штата, выше — надпись «Штат Орегон» (англ. State Of Oregon), ниже — 1859, год принятия Орегоном статуса штата. Щит окружён 33 звёздами, символизирующими получение Орегоном статуса штата 33-м по счёту. На оборотной стороне на тёмно-синем фоне в золотом цвете изображён канадский бобр, один из символов штата Орегон. Флаг Орегона — единственный из флагов штатов США, который имеет различающиеся рисунком стороны.
Для использования на парадах допускается окаймление флага золотой бахромой. Для повседневного же использования бахрома необязательна. Соотношение ширины и длины флага — 3:5.